# Ajdir (kommun)
Ajdir (franska: Ajdir (CR), Ajdir (Commune Rurale), arabiska: اجدير) är en kommun i Marocko.   Den ligger i provinsen Taza och regionen Fès-Meknès, i den nordöstra delen av landet, 280 km öster om huvudstaden Rabat. Antalet invånare är 11 176.